# Geding Sø
Geding Sø ligger umiddelbart vest for Tilst i Aarhus Kommune. Det er herfra Egådalen og Egåen har sit udspring. Søen afskæres mod vest af Aarhus-Randers jernbanen.
Indtil 1997, blev der dyrket skisport med opsat skilift på bakkedragene på østsiden af Geding Sø om vinteren, arrangeret af Aarhus Skiklub. Pga. manglende snedække i længere perioder ophørte aktiviteterne.
Søen kendes også fra ældre tid som Gjeding Sø og den skulle ifølge en gammel folkefortælling være dannet under en kølle-kamp mellem to kæmper som boede i henholdsvis Hasle Høj og Borum Eshøj. Under den kamp slog kæmperne også Lading Sø og Brabrand Sø med deres store køller.

## Miljøforholdene
Geding Sø er en kalkrig sø.
Der har været problemer med et forhøjet klorofylniveau i søen den seneste dekade (ca. 3 gange højere end målsætningen). Da den har så lille et oplandsareal er fosfor og kvælstoftilførslen forholdsvist lavt sammenlignet med søerne i Danmark som helhed. På trods af det, er fosfortilførslen alligevel for høj og den eksterne tilførsel fra det omkringliggende landbrug, skal sænkes med 2 kg årligt. Der er også en intern fosfortilførsel og det kan vise sig nødvendigt med en restaurering af Geding Sø, når flere data foreligger.
Som følge af den store jordforureningsag i den nærliggende landsby Mundelstrup Stationsby, er Geding Sø blevet forurenet med arsen. Tilførslen er vurderet som standset, og myndighederne har skønnet at arsen-indholdet vil aftage i fremtiden. Sedimentet har dog fortsat et højt niveau af det giftige stof og Geding Sø er derfor under observation.

## Eksterne links
- Wikimedia Commons har flere filer relateret til Geding Sø